# Głowica (choroba)
Głowica lub złośliwa gorączka nieżytowa bydła (łac. Coryza gangrenosa bovum) – zakaźna, mało zaraźliwa choroba wirusowa bydła oraz bawołów. Choroba ta występuje na całym świecie. Międzynarodowy skrót nazwy choroby BMCF pochodzi od angielskiej nazwy choroby „Bovine malignant catarrhal fever”.
Cechuje się wysoką śmiertelnością, przebiega z posocznicą, wysoką gorączką, ciężkimi objawami ogólnymi, zapaleniem gałek ocznych, zapaleniem ośrodkowego układu nerwowego, krwotocznym zapaleniem jelit.